# Boistö
Boistö är en ö i Finland. Den ligger i Finska viken och i kommunen Lovisa i den ekonomiska regionen  Lovisa i landskapet Nyland, i den södra delen av landet. Ön ligger omkring 87 kilometer öster om Helsingfors.
Öns area är 7,5 hektar och dess största längd är 380 meter i nord-sydlig riktning.